# The Ten Commandments (1956)
The Ten Commandments is een film uit 1956 van Cecil B. DeMille met in de hoofdrollen Charlton Heston en Yul Brynner.
De film volgt het verhaal uit het Bijbelboek Exodus over de geboorte van Mozes, zijn jeugd aan het hof van de farao, zijn leiderschap in de verlossing uit de slavernij en uittocht uit Egypte van het Joodse volk, de ontvangst van de Tien Geboden en zijn opvolging door Jozua.
Met een opbrengst van 80 miljoen dollar was de film een groot kassucces in de bioscopen. Het was zelfs de film met de op vier na grootste opbrengst aller tijden. Tijdens de Oscaruitreiking kreeg de film verschillende Oscars (voor beste speciale effecten, beste montage, beste geluid, beste decors en beste kostuums). Er was bovendien een Oscarnominatie voor beste film en voor Yul Brynner in de categorie 'beste mannelijke bijrol'.
In 1999 werd The Ten Commandments geselecteerd voor bewaring door nationale bibliotheek van de VS.

## Verhaal
Als farao Rameses I beveelt dat alle Hebreeuwse eerstgeboren jongens moeten worden gedood, verbergt de moeder van Mozes haar zoontje in een rieten mandje dat ze de Nijl opstuurt. Het kind wordt gevonden en geadopteerd door een Egyptische prinses, Bithiah. Mozes groeit alzo op aan het hof en wordt generaal in het Egyptische leger. Hij is succesvol en farao Seti I vraagt hem een stad te bouwen voor zijn jubileum. Daar komt hij onder de invloed van Joshua, een Hebreeuwse slavenarbeider die hem vertelt van de enige God. Intussen zit Rameses, de zoon van Seti I, zijn vader op te stoken tegen Mozes. Mozes en Rameses houden namelijk van dezelfde vrouw, Nefretiri. Mozes probeert de werkomstandigheden van de Hebreeuwse slaven te verbeteren, maar Rameses zegt dat hij zich wil opwerpen als 'de verlosser van de Hebreeuwen' . Intussen verneemt Nefretiri dat Mozes in werkelijkheid afstamt van de Hebreeuwen. Hoewel ze het probeert te verbergen, komt Mozes er ook achter. Hij besluit terug te keren naar zijn familie en afstand te doen van zijn Egyptische status. Mozes blijft zich inzetten voor zijn volk en als zijn vriend Joshua door een opzichter bijna wordt doodgeslagen, wurgt hij de dader. Mozes bekent aan Joshua dat hij ook een Hebreeuwer is en hij wordt uitgeroepen tot verlossende gids. Sete I hoort hiervan en laat Mozes arresteren. Mozes wordt verbannen naar de woestijn en Rameses kan nu met Nefretiri trouwen. Hoewel hij op sterven na dood is, bereikt Mozes de rand van de woestijn, de grens met het land van Median. Hij wordt daar liefderijk opgenomen door Jethro, de Sjeik van de Bedoeïnen, en zijn zeven dochters. Niet lang daarna trouwt Mozes met Jehtro's oudste dochter Sephora. Terwijl Mozes zijn schapen laat grazen bij de berg Sinaï, hoort hij de stem van God die hem oproept zijn volk te bevrijden uit Egyptische slavernij. Mozes keert terug naar Egypte en wordt geconfronteerd met Rameses die Seti is opgevolgd. Rameses weigert de slaven te bevrijden en weet zelfs de Hebreeuwse slaven tegen Mozes op te zetten. Nefretiri redt hem, maar als ze hem haar liefde verklaart, wordt ze door Mozes afgewezen. Als Rameses blijft weigeren, laat Mozes verschillende plagen los. Nog altijd lacht Rameses hem uit. Als echter de Engels des Doods alle eerstgeboren kinderen doodt, inclusief de zoon van de farao, geeft Rameses toe. De uittocht van de bevrijde slaven begint. Mozes trekt nog in de richting van de Rode Zee, als hij ziet dat Rameses zijn belofte heeft gebroken en met zijn leger oprukt. Mozes laat God de Rode zee splijten en trekt er met zijn volk doorheen. De troepen van Rameses worden echter door het water verzwolgen. Mozes en zijn volk bereiken weer berg Sinaï. Als Mozes de berg beklimt om te spreken met God, wordt het volk ongedurig. Ze vallen terug op oude riten en aanbidden een gouden kalf. Als Mozes terugkeert met de Tien Geboden, ontsteekt hij in woede en laat het kalf ontploffen. Verschillende opstandelingen vinden de dood. Voor straf moeten de Hebreeuwen nu veertig jaar door de woestijn zwerven voor ze het beloofde land bereiken.

## Rolverdeling
| Acteur             | Personage        | Opmerkingen         |
| ------------------ | ---------------- | ------------------- |
| Charlton Heston    | Moses            | Mozes               |
| Yul Brynner        | Rameses          | Ramses II           |
| Anne Baxter        | Nefretiri        | (Niet Nefertiti)    |
| Edward G. Robinson | Dathan           |                     |
| Yvonne De Carlo    | Sephora          |                     |
| Debra Paget        | Lilia            | watermeisje         |
| John Carradine     | Aaron            | Aäron               |
| Olive Deering      | Miriam           | Mirjam              |
| John Derek         | Joshua           | Jozua (steenhouwer) |
| Vincent Price      | Baka             |                     |
| Cedric Hardwicke   | Sethi            |                     |
| Douglass Dumbrille | Jannes           |                     |
| Martha Scott       | Yochabel         |                     |
| Gail Kobe          | mooi slaafmeisje |                     |

## Achtergrond

### Acteurs
- Mozes.

Aanvankelijk had DeMille acteur William Boyd op het oog als Mozes. Boyd was zeer populair vanwege zijn rol als Hopalong Cassidy, een personage dat hij in verschillende films had gespeeld. Om te voorkomen dat deze populariteit de productie van The Ten Commandments in gevaar zou brengen, zag Boyd af van de rol en maakte de weg vrij voor Charlton Heston. Cecil B. DeMille kende Charlton Heston goed. De acteur had de hoofdrol gespeeld in zijn The Greatest Show on Earth en bij zijn zoektocht naar een geschikte acteur voor Mozes, dacht hij onmiddellijk aan Heston. DeMille was onder de indruk van de gelijkenis tussen Charlton Heston en het beeld dat Michelangelo maakte van Mozes. Hij liet de acteur auditie doen en Heston wist hem ook te overtuigen door zijn kennis van het oude Egypte. Heston bracht zelf ook een nieuwe acteur binnen, zijn zoontje Fraser. Fraser Heston werd gekozen als baby Mozes. DeMille wachtte met opzet met filmen tot het kind drie maanden was.
- Nefritiri:

Aanvankelijk was Audrey Hepburn favoriet voor de rol, maar DeMille vond haar te mager. Ze werd vervangen door Anne Baxter, die net was afgewezen voor de rol van Sephora.
- Memnet

Gloria Swanson zou Memnet spelen, maar haakte af toen ze geen goede understudy kon vinden voor de Broadwayproductie van Sunset Boulevard.
- Bithiah en Yoshebel

Bithiah, de Egyptische adoptiemoeder van Mozes, werd vertolkt door Nina Foch, een actrice die slechts een jaar ouder was dan Charlton Heston. Ook Martha Scott, die Yoshebel, de biologische moeder van Mozes, vertolkte was maar tien jaar ouder dan Heston.

### Scenario
Het scenario werd gebaseerd op de Bijbel, maar ook op de boeken Pillar of Fire, On Eagle's Wings en Prince of Egypt van respectievelijk Joseph Holt Ingraham, Arthur Eustace Southon en Dorothy Clarke Wilson.
DeMille en zijn schrijvers deden veel onderzoekingswerk en ontleenden veel van het leven van Mozes aan de hand van andere bronnen dan de Bijbel, bijvoorbeeld de Koran. Er was kritiek op de vrijheden die de DeMille zich veroorloofde ten opzichte van de Bijbel, maar de regisseur baseerde zich op andere bronnen zoals Flavius Josephus, de Sepher ha-Yashar en de Kronieken van Mozes.

### Productie
Cecil DeMille verwezenlijkte een persoonlijke jeugddroom. De film was een nieuwe versie van de gelijknamige film uit 1923. Ook hier is sprake van veel trucage en spectaculaire effecten, zover als mogelijk in zwart-wit, volstrekte stilte en een normale bescheiden 136 minuten. Hij was in 1956 een van de grootste en succesvolste namen in het vakgebied, hij was een van de eersten door wie regisseurs zelf beroemd werden en plantte met zijn laatste film een zelden subtiele maar torenhoge mijlpaal langs het pad van Hollywood. De productie was bijzonder groots opgezet, met ongekende aantallen figuranten en grensverleggende speciale visuele effecten zoals bij de uitbeelding van de tien plagen en het splijten van de Rode Zee. Voor deze scène kreeg editor John P. Fulton in 1957 de Academy Award in de categorie "Beste speciale effecten".
De opnamen begonnen op 13 oktober 1954 en eindigden op 13 augustus 1955. In totaal gaf DeMille 13.500.000 dollar uit. Tijdens de pre-productie waren 1200 scenarioschetsen gemaakt. Sommige opnames namen weken in beslag. De scène met de orgie met het gouden kalf duurde drie weken. Het merendeel van de opnames vond plaats in de studio en slecht vijf procent op locatie in Egypte. Behalve de grote namen waren er 14.000 figuranten en 15.000 dieren ingehuurd.
De opnames waren niet gemakkelijk en DeMille kreeg een zware hartaanval tijdens de opnamen toen hij zijn honderd meter omhoog moest klimmen om een haperende camera bij te stellen. Hij nam twee dagen vrij af en keerde vervolgens weer snel terug voordat zijn artsen hem konden tegenhouden. Hij filmde zichzelf voor het eerst voor de introductie van de film, iets wat hij zou herhalen bij The Buccaneer.

### Kostuums en decors
Net als bij het scenario deden DeMille en zijn medewerkers veel onderzoek naar de historische betrouwbaarheid van de kostuums en decors. Overigens tot op zekere hoogte. DeMille toonde zijn decorontwerpers bijvoorbeeld afbeeldingen van schilder Lawrence Alma-Tadema (1836–1912) als voorbeeld voor de sfeer die hij wilde terugzien in de decors. Maar andere decors in de film hadden wel een echte historische achtergrond. Een groepje Egyptische danseressen die dansen op de verjaardag van Seti I waren aangekleed naar afbeeldingen op een Egyptische muurschildering gevonden in de tombe van Grootvizier Mehu uit de zesde dynastie. Arnold Friberg en John L. Jensen maakten de schetsen voor de vele kostuums die later weer uitgewerkt door de kostuumontwerkers. Zij streefden naar een historische context, maar soms was het toeval dat hun ontwerpen dicht bij de werkelijkheid zaten. Het ontwerp voor Mozes' rood-wit-zwart gestreepte mantel ontstond omdat de Friberg het een mooi kleurenpatroon vond. Pas later ontdekte hij dat het de kleuren waren van de Stam van Levi. De mantel werd met de hand geweven door Dorothea Hulse, een beroemde weefster, die ook kostuums maakte voor The Robe en Samson and Delilah.

### Speciale effecten
De film is beroemd vanwege zijn vele speciale effecten, in het bijzonder het splitsen van de Rode Zee en de plagen van Egypte. Een overzicht:
- Als Mozes door de woestijn vlucht naar het land van Midian wordt hij getroffen door een zandstorm. DeMille liet een aantal jets van de Egyptische luchtmacht vastzetten en daarna de motoren aanzetten, dit veroorzaakte een zandstorm van ongekende kracht.
- De stem van God. Acteur Charlton Heston sprak de stem in, waarna deze zwaar werd versterkt en gemixt met geluidseffecten.
- Het splitsen van de Rode Zee. Het bedrijf Celluloid Art bracht 1100 liter water naar een tank en liet deze vervolgens leeglopen. Daarna werd de film achterstevoren afgedraaid. Hierdoor lijkt het alsof de zee zich terugtrekt.
- Voor het rood worden van de Nijl (een van de plagen) liet de chef van de afdeling Speciale Effecten William Sapp rode verf in het water pompen via een slang die onder water was aangebracht. Op het moment dat het personage John Carridane als Aaron met zijn staf in het water sloeg, lieten de speciale-effectmensen de verf los. Sapp bouwde ook het vaartuig waarmee de Egyptische priesters het water schoonmaken. Het vaartuig had twee onderdekse kamers, één gevuld met schoon water en één met rood gekleurd water. Eerst werd schoon water losgelaten en vervolgens het gekleurde water. Later werden de opnames achterstevoren afgedraaid, waardoor het lijkt alsof het gekleurde water weer helder wordt. De opnames werden gemaakt op een soundstage en later samengevoegd met opnames van de Nijl.
- Met behulp van popcorn werd de plaag van de hagel in beeld gebracht. De popcorn was wit geverfd en werd van bovenaf in de studio losgelaten. Het was zo licht dat de acteurs er geen last van hadden, terwijl het verder als echte hagel kon worden omhoog gezweept. Het vuur bij de hagel was animatie.
- Blauwe schermen. Niet alle effecten waren op tijd klaar. In sommige scènes zijn om die reden alleen blauwe schermen te zien. Het materiaal om die in te vullen was niet klaar.
- Combinatie-shots. Sommige scènes bestaan uit opnames gemaakt op locatie in Egypte die zijn samengebracht met opnames uit de studio. Bijvoorbeeld de opname waarbij de obelisk omhoog wordt gehesen. De achtergrond met de slaven was opgenomen in Egypte, de voorgrond met Seti en Mozes in Hollywood in de studio. Om de overgang te verhullen, werden de opnames gemaakt met mattes, glasschilderijen die deels transparant zijn en deels beschilderd. In dit geval met stenen poorten.
- De vuurkolom. De vuurkolom die de Egyptenaren tegenhoudt als de Hebreeuwen naar de Rode Zee vluchten, was een getekend vuur. Het was een van de minst overtuigende effecten uit de film.
- De dode kroonprins. Yul Brynner moest als Rameses het lichaam van zijn dode zoon (Eugene Mazzola) omhoog dragen en in de armen van een standbeeld leggen. Aangezien het beeld niet stevig genoeg was om het lichaam te ondersteunen werd Mazzolo vervangen door een kopie van was. Dit voorkwam ook dat Mazzola te lang als een dode moest blijven liggen.

## Historische onnauwkeurigheden
Datgene wat historici weten van de geschiedenis van het oude Egypte loopt niet helemaal parallel met de verhalen in de Bijbel. Om die reden zijn er historici die twijfelen aan de historische betrouwbaarheid van Exodus. Een van de controversies gaat over het feit welke farao nu aan de macht was tijdens de vlucht van de Israeliëten uit Egypte. Ook DeMille raakte verstrikt in deze onduidelijkheden. In zijn visie (en die werd gedeeld door veel Bijbelkenners in die tijd) was Ramses II de bewuste farao. In de film is dat Rameses (Yul Brynner). De Bijbel noemt echter geen namen, al de koningen van Egypte heten 'farao'. Ook de vrouw van de farao wordt niet bij haar naam genoemd. Maar DeMille noemt haar Nefretiri. Dit komt redelijk overeen met de naam van de vrouw van Ramses II, Nefertari. Anders dan in de Bijbel hield de koningin van Egypte zielsveel van Ramses II. Maar ook elders maakt DeMille er een potje van. Zo wijst Mozes in de film naar een stèle waarop de overwinning van Seti I op de Hettieten bij Kadesj staat afgebeeld. Dit is vreemd want het was eigenlijk Ramses II (of Rameses in de film) die de Hettieten bij Kadesh versloeg en niet Seti, de vader van Ramses. (Overigens eindigde de slag bij Kadesh met een wapenstilstand en was er geen vredesverdrag zoals de film beweert). Ook laat DeMille Seti I overlijden na een lange regeerperiode, maar in werkelijkheid overleed Seti al na elf jaar regeren. Het was Ramses II die na 67 jaar regeren op negentigjarige leeftijd overleed.
Een andere onnauwkeurigheid kwam voort uit het Amerikaans puritanisme van die tijd. Nefretiri trouwt met Rameses. Volgens oud-Egyptisch gebruik trouwde de farao met zijn zuster, dus ook Rameses. Maar het Amerika van de jaren vijftig was volgens de censuur niet toe aan dit soort incest. Dus wordt Nefretiri alleen de kroonprinses genoemd en niet de zuster van de farao.

## Verschillen met de Bijbel
Hoewel het scenario gelijke tred lijkt te houden met het boek Exodus uit de Bijbel zijn er toch opvallende verschillen. Deels komen die voort uit het feit dat DeMille het scenario ook liet baseren op een aantal romans waarin Mozes een rol speelt en zijn eigen onderzoekingswerk. 
Een selectie:
- De rol van de dochter van de farao die Mozes uit zijn biezen mandje redt is in de film veel uitgebreider dan in de Bijbel. De film volgt het leven van Bithiah ook na deze redding, terwijl ze in Exodus verder niet meer voorkomt. DeMille laat haar met de Israëlieten meetrekken naar Israël. Dit haalde hij uit de Midrasj, een exegese van Bijbelteksten. Dit geeft echter weer aanleiding tot een andere controverse. Mozes was al tachtig jaar oud tijdens de uittocht uit Egypte, hoe oud moet Bithiah dan wel niet zijn? In de film is ze echter jong en gezond en draagt zelfs een kind met zich mee.
- Dat leeftijdsprobleem speelt ook bij Joshua. Hij is in de film zowel de slaaf die door de opzichter wordt geslagen als degene die na 40 jaar zwerven door de woestijn Mozes opvolgt. Dit kan nooit dezelfde man zijn. In de Bijbel heeft de gegeselde slaaf dan ook geen naam en is Joshua een heel andere man.
- In de Bijbel staat nergens dat de moeder van Mozes als slaaf werkte. Volgens Bijbelhistorici was de Stam van Levi, waartoe ze behoorde ook niet in slavernij afgevoerd. Ook het commando dat Mozes voert als Egyptisch generaal staat niet in de Bijbel. DeMille haalde dit uit de boeken van de Joods-Romeinse geschiedschrijver Flavius Josephus.
- Volgens Exodus vlucht Mozes direct naar Midean na zijn moord op de opzichter, DeMille laat zijn Mozes nog arresteren en veroordelen door Rameses. Ook stottert Mozes niet in de film, hoewel hij dat volgens de Bijbel wel deed (Aaron trad op als zegsman). Maar Heston kreeg het stotteren niet voor elkaar.
- DeMille wijkt van Exodus af door maar vier plagen in beeld te brengen: bloed, hagel, duisternis en de dood van de eerstgeborenen. Dit kwam meer omdat hij geen manier zag om sprinkhanen, kikkers en dergelijk op een goede manier in beeld te brengen.
- In Exodus laat de farao de eerstgeborenen verdrinken in de Nijl, maar in de film doorsteken de soldaten hun slachtoffertjes. Dit lijkt meer op het bloedbad dat Herodes aanrichtte in het Nieuwe Testament in Mattheus 2.
- In de film willen de opstandige Israëlieten een vrouw offeren aan het gouden kalf. In de Bijbel is dat een dier. Ook vallen de schuldige Israëlieten in een scheur in de aarde als straf van God. In de Bijbel beveelt Mozes zijn mannen om de opstandigen met het zwaard te doden.
- Een van de aansprekende verhalen uit Exodus het spijzigen door God van de Israëlieten met manna en water is uit de film weggelaten.

## Prijzen
Behalve voor de effecten kreeg de film zes andere Oscarnominaties, "Beste camerawerk", "Beste montage", "Beste geluid", "Beste decors", "Beste kostuums". De "Beste film" was Around the World in Eighty Days door Michael Todd. Brynner was als "Beste mannelijke hoofdrol" genomineerd voor zijn bijdrage aan The King and I en won.

## Ontvangst
De Nederlandse pers was, bij de Amerikaanse première in 1956, niet enthousiast over de spektakelfilm. De Amerikaanse correspondent van De Telegraaf vond de film vooral ouderwets: "Het is of de cinematografie sinds 1928 is blijven stilstaan" en "Wie [de Milles] 'Tien Geboden' ziet ondergaat afwisselend gevoelens van bewondering, ergernis en spanning." Nog voordat de film in Nederland was uitgekomen, kopte de Leeuwarder Courant al: "De Tien Geboden: wanprodukt van Amerikaanse industrie", en noemt zij het acteerwerk van Heston erbarmelijk. Verder was er vooral aandacht voor de Nederlandse actrice Joyce van der Veen, die een kleine rol in de Hollywoodproductie heeft.
Toen de film twee jaar later, in 1958, in Nederland uitkwam, waren de reacties van film- en religieuze critici er niet minder mals om. W. Hartering van De Telegraaf schreef: "Het geheel ontrolt zich aan het oog op breed scherm en in kleuren die op momenten van goddelijke openbaring zo zoet worden als de tinten van goedkope prentbriefkaarten. Kortom: grandioze kitsch." Alfred Kossmann van Het Vrije Volk sprak van een wildwestfilm en een "Bijbelse kermis". Verder schreef hij: "Er is geen enkele artistieke of intellectuele reden om blij met de film te zijn". Dr. M.A. Beek schreef in het Weekblad van de Nederlandse Protestantenbond: "Vandaar, dat ik het aanschouwen van de film ook als een kwelling onderging, voorzover het gebodene niet op bevrijdende wijze op onze lachspieren werkte..."
Positievere geluiden zijn te lezen in het Nieuw Israëlietisch Weekblad: "De kitsch heeft [de Mille] met zijn laatste verfilming van „De Tien Geboden" vrijwel weten te verdringen door een waardige, serieuze opzet en vooral indrukwekkende uitwerking; zijn spectaculaire massaregie, technische trucages en trouvailles bereiken een tot dusver ongekend meesterschap."
In de Verenigde Staten werd The Ten Commandments de best bezochte film van 1956 en het is nog steeds op vijf na de film met de grootste opbrengst aller tijden. Met correctie voor inflatie anno 2006 bracht de film in dat land alleen al 838.400.000 dollar op. De bezoeker kreeg onbetwist waar voor zijn geld, want de film werd opgenomen in destijds adembenemende Technicolor en duurt drie uur en 42 minuten. Lange tijd wist The Ten Commandments het record van film met een religieus onderwerp en de hoogste opbrengst vast te houden, zelfs zonder inflatiecorrectie; dit werd pas gebroken door The Passion of the Christ in 2004.